# Haut-Salat
Le Haut-Salat est un territoire pyrénéen situé dans le Couserans, en Ariège, constitué de 8 communes correspondant à l'ancien canton d'Oust à savoir Couflens, Ustou, Seix, Aulus-les-Bains, Ercé, Oust Sentenac-d'Oust et Soueix-Rogalle sur la partie amont du bassin versant de la rivière le Salat, affluent de la Garonne. Outre le Salat lui-même depuis sa source, les principales vallées concernées sont celle de l'Alet (Ustou), le Garbet (Aulus-les-bains, Ercé, Oust) et l'Esbints (Sentenac-d'Oust).

## Géographie

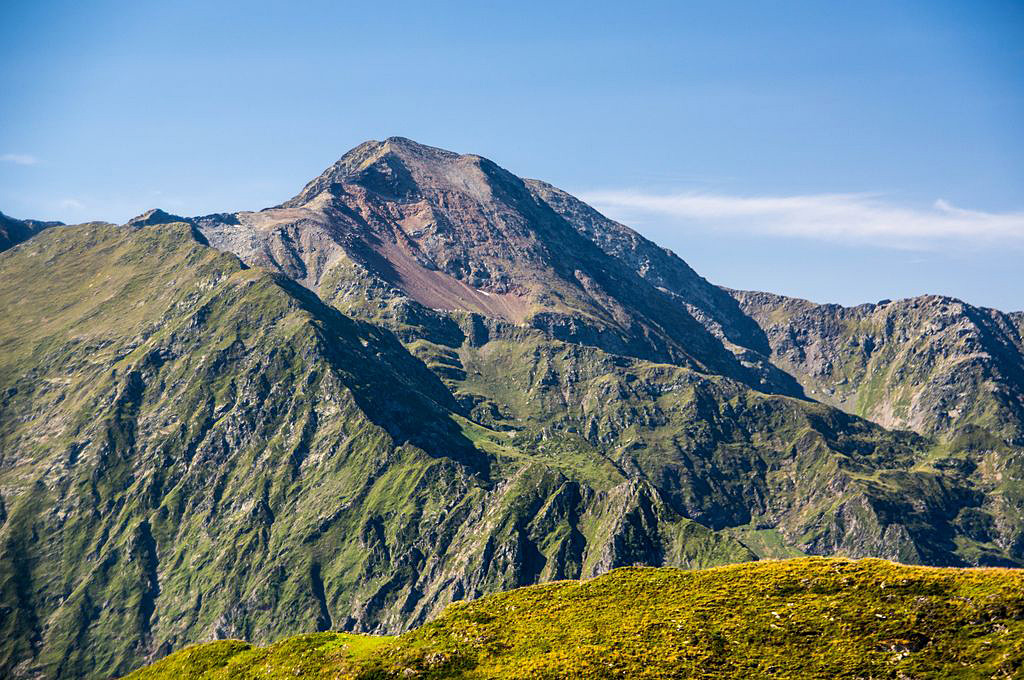
Le mont Rouch (2868 m) plus élevé mais moins connu que le Mont Valier (2848 m). Il doit son nom à la couleur des roches. On peut l'atteindre par la France ou plus facilement par l'Espagne.

Toutes les rivières et ruisseaux convergent vers le Salat, lui-même affluent du fleuve la Garonne. Au-delà du bassin versant qui a forgé les vallées, le territoire du Haut-Salat est frontalier avec l'Espagne par les crêtes de la chaîne des Pyrénées avec la comarque du Pallars-Sobirà (communes de Alt Aneu, Lladore) mais seul l'accès pédestre est possible ; le passage le plus aisé étant le port de Salau (2 078 m). Le point culminant du Haut-Salat est le mont Rouch de France culminant à 2 868 m et non pas le bien plus emblématique mont Valier (2 838 m) dont le massif est partagé avec l'Espagne et le Castillonnais. L'ensemble de ce territoire très cohérent, creusé par ses torrents est ceint par la haute chaîne au sud et des massifs de moins en moins élevés à l'Est et à l'Ouest (mais dont les cols routiers ont été rendus célèbres par le Tour de France cycliste) dès lors que l'on s'approche de l'étroite porte de Kercabanac creusée par le Salat juste avant sa confluence avec l'Arac né au Massif des Trois-Seigneurs. Le Haut-Salat est ainsi clos.
Il s'inscrit en totalité dans le périmètre du parc naturel régional des Pyrénées ariégeoises.

## Histoire
La valorisation progressive de l'eau thermale d'Aulus au XIXe siècle a été déterminante dans l'apparition du tourisme en Haut-Salat.
La singulière profession de montreurs d'ours a été l'apanage quasi-exclusif du Haut-Salat, notamment des vallées du Garbet et de l'Alet, à partir de la fin du XVIIIe siècle. et jusqu'aux prémices de la guerre de 14-18. La surpopulation de ce territoire et la présence d'ours ont incité les plus aventureux, jusqu'à plusieurs centaines, vers cette activité en s'exportant dans toute l'Europe et les Amériques ; des liens familiaux ont ensuite perduré notamment entre Ercé et New-York, notamment par le biais de la restauration.
Un tramway électrique sur la ligne de Oust à Aulus-les-Bains a desservi la vallée du Garbet de 1914 jusqu'en 1933 avec une suspension d'activité de 1915 à 1922.

## Les communes
| Nom             | Code Insee | Intercommunalité      | Superficie (km2) | Population (dernière pop. légale) | Densité (hab./km2) |
| --------------- | ---------- | --------------------- | ---------------- | --------------------------------- | ------------------ |
| Aulus-les-Bains | 09029      | CC Couserans-Pyrénées | 52,24            | 146 (2022)                        | 2,8                |
| Couflens        | 09100      | CC Couserans-Pyrénées | 56,26            | 103 (2022)                        | 1,8                |
| Ercé            | 09113      | CC Couserans-Pyrénées | 40,75            | 580 (2022)                        | 14                 |
| Oust            | 09223      | CC Couserans-Pyrénées | 18,97            | 574 (2022)                        | 30                 |
| Seix            | 09285      | CC Couserans-Pyrénées | 86,78            | 743 (2022)                        | 8,6                |
| Sentenac-d'Oust | 09291      | CC Couserans-Pyrénées | 18,38            | 105 (2022)                        | 5,7                |
| Soueix-Rogalle  | 09299      | CC Couserans-Pyrénées | 13,65            | 425 (2022)                        | 31                 |
| Ustou           | 09322      | CC Couserans-Pyrénées | 98,34            | 259 (2022)                        | 2,6                |

## Économie
Le territoire du haut-Salat souffre de son enclavement davantage qu'autrefois. Lorsqu'on se déplaçait à pied où avec des animaux de bât, les travailleurs, marchands (colporteurs...) et autres montreurs d'ours s'exportaient au loin passant par des cols aujourd'hui réservés seulement à la randonnée touristique. 
La chaîne pyrénéenne constitue un atout pour le tourisme familial ou de randonnée (le territoire est traversé par le GR 10 et surplombé par la Haute randonnée pyrénéenne) et aussi parce qu'elle offre de somptueuses images notamment à l'occasion du Tour de France. Le cirque de Cagateille (Ustou) et le plus discret cirque d'Anglade (Couflens) offrent une qualité paysagère rare mais le mont Valier, imposant vu du Haut-Salat, ne livre pas facilement son sommet depuis la vallée.
Si les mines ont été présentes sur le territoire notamment à Aulus (Castelminier) et Salau pour l'extraction du tungstène avec une réouverture éventuelle pour ce matériau stratégique, l'essentiel de l'économie est liée à une agriculture globalement stagnante et aux activités touristiques diverses principalement visibles avec la station de sports d'hiver de Guzet et la station thermale d'Aulus-les-Bains qui bénéficie de la fréquentation élevée du site classé de la Cascade d'Ars.

## Environnement
Sur ce territoire préservé parcouru par l'ours où un jeune mâle a été abattu clandestinement en juin 2020, le bouquetin ibérique a été réintroduit dès 2014 au cirque de Cagateille sur le territoire d'Ustou et au col d'Agnes sur le territoire d'Aulus-les-bains en 2017.

## Galerie

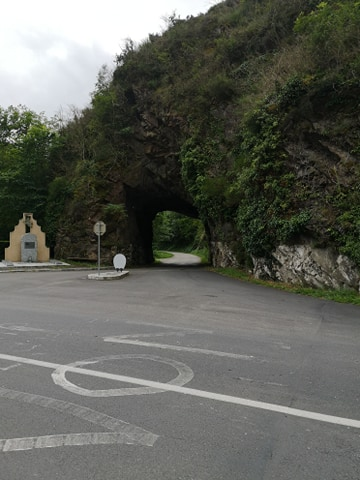
La porte de Kerkabanac, principal accès historique du Haut-Salat.
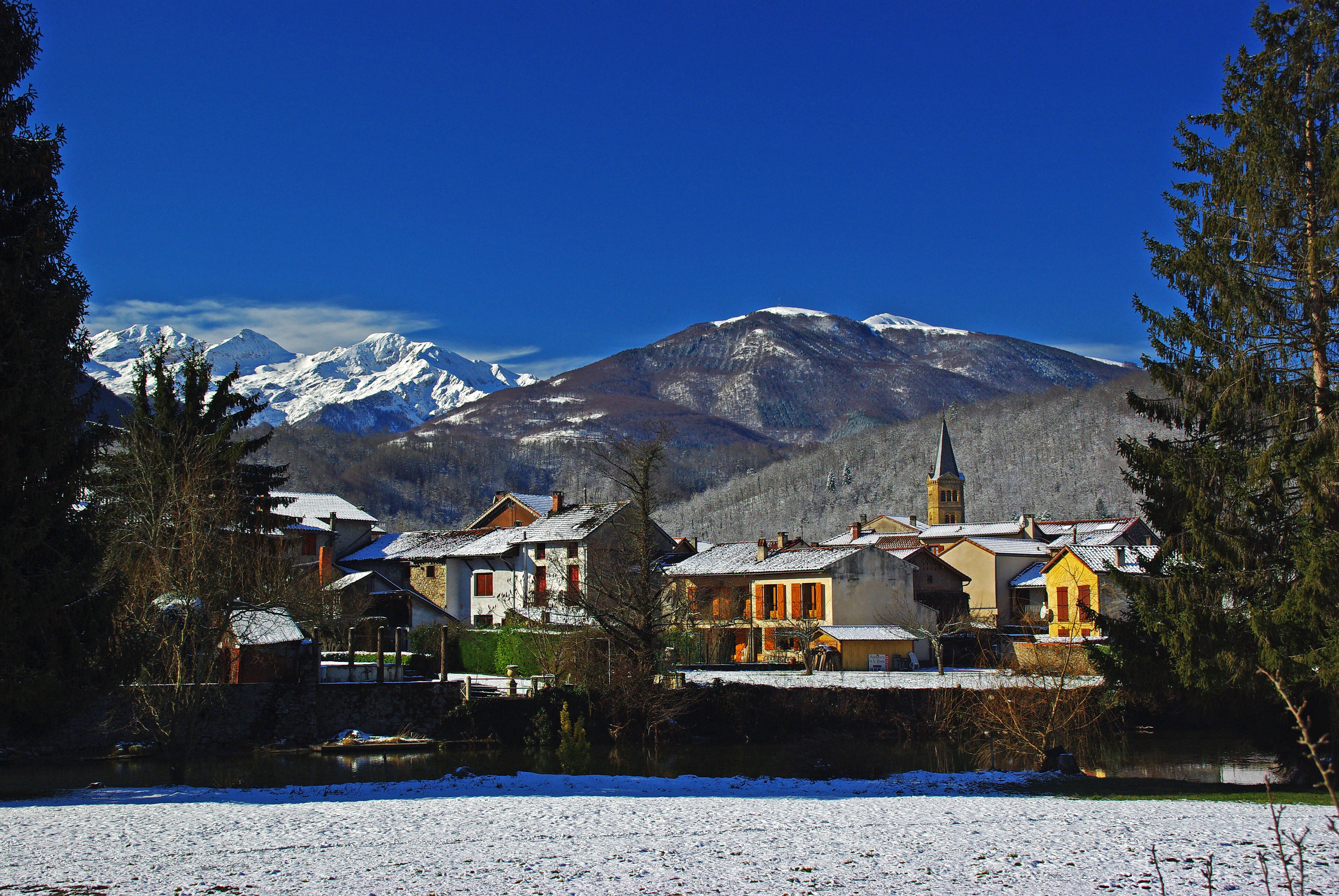
Oust en hiver.
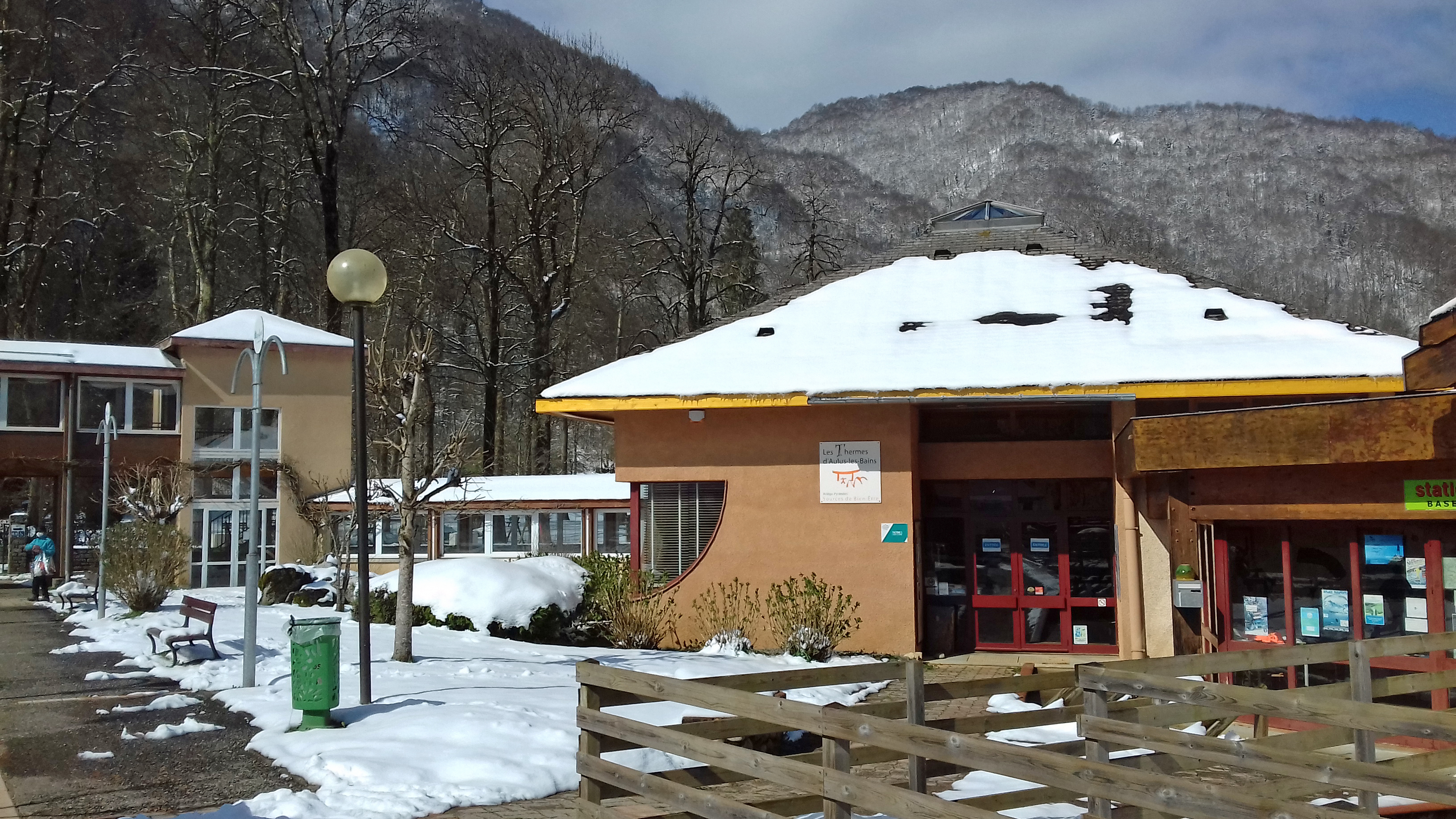
Thermes d'Aulus-les-Bains.
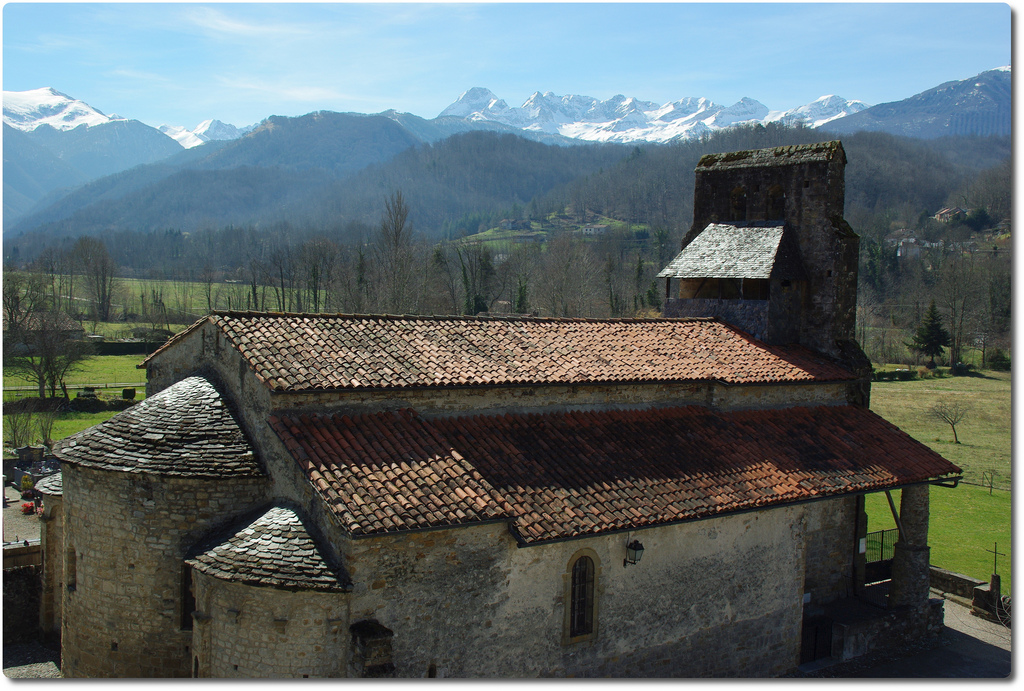
L'église romane de Vic-d'Oust avec, en arrière plan au centre, le Mont Valier (2848 m).
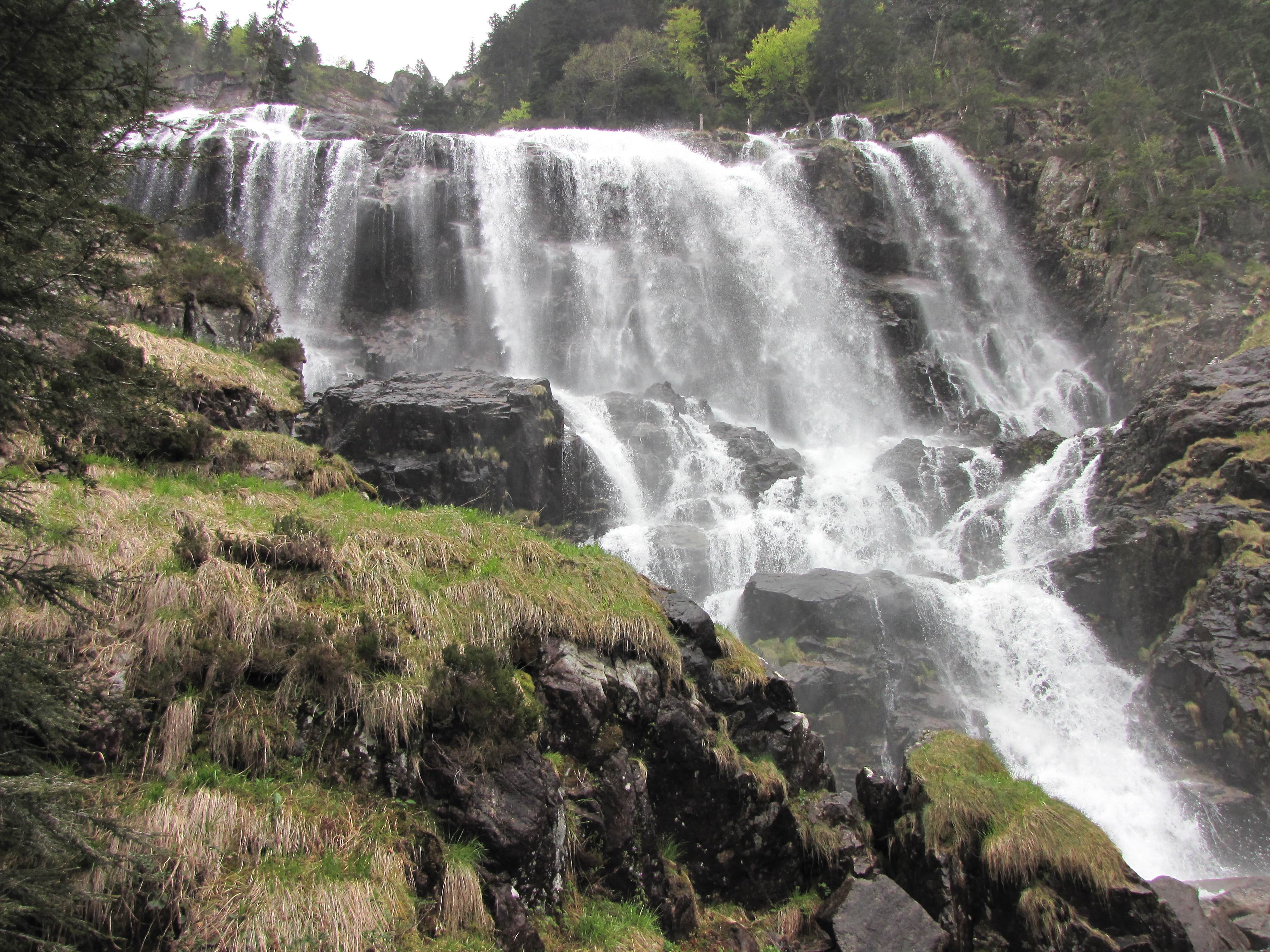
La cascade d'Ars.
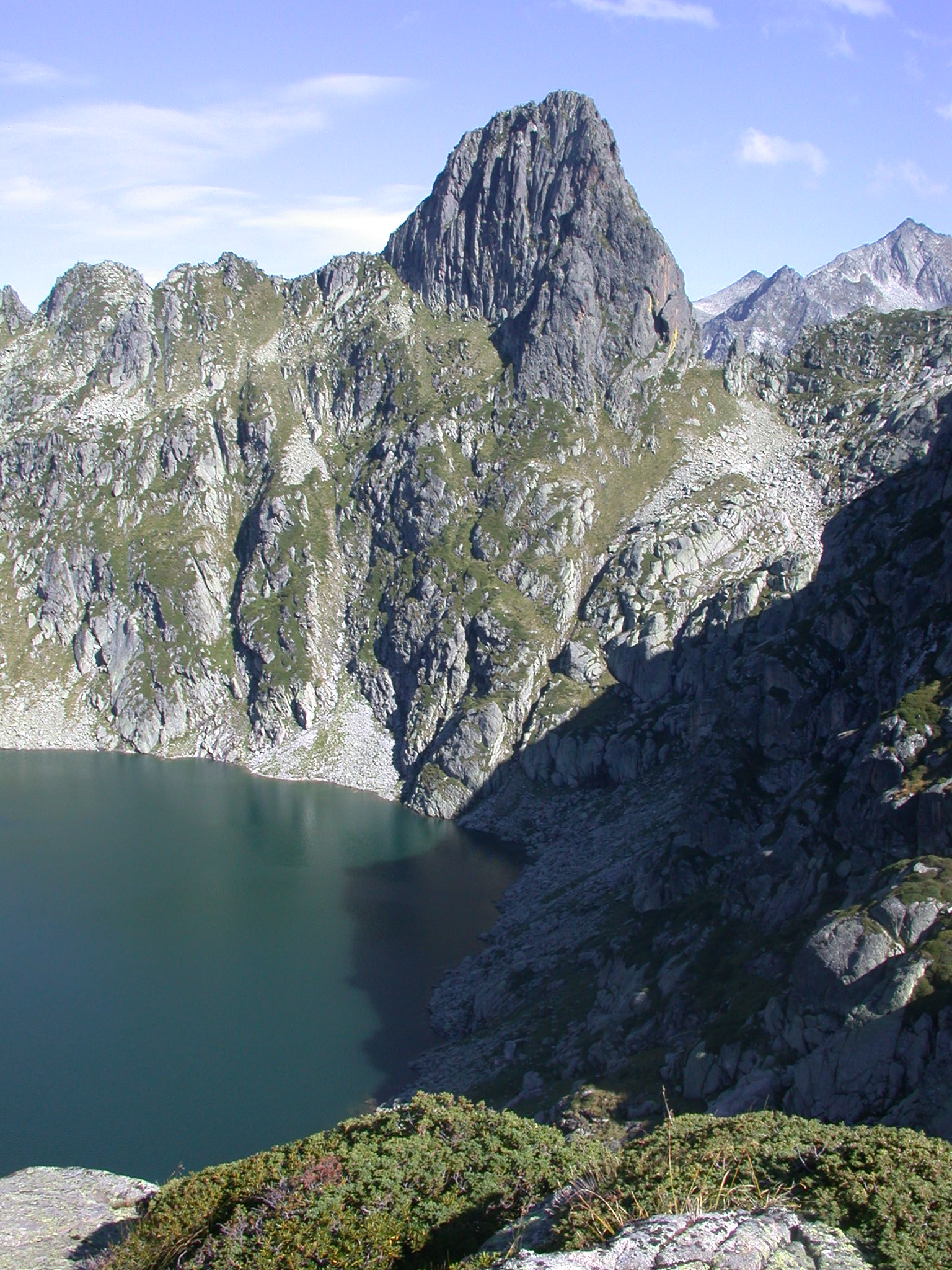
La dent de Mède et l'étang d'Aubé.